# Hieronim z Pragi

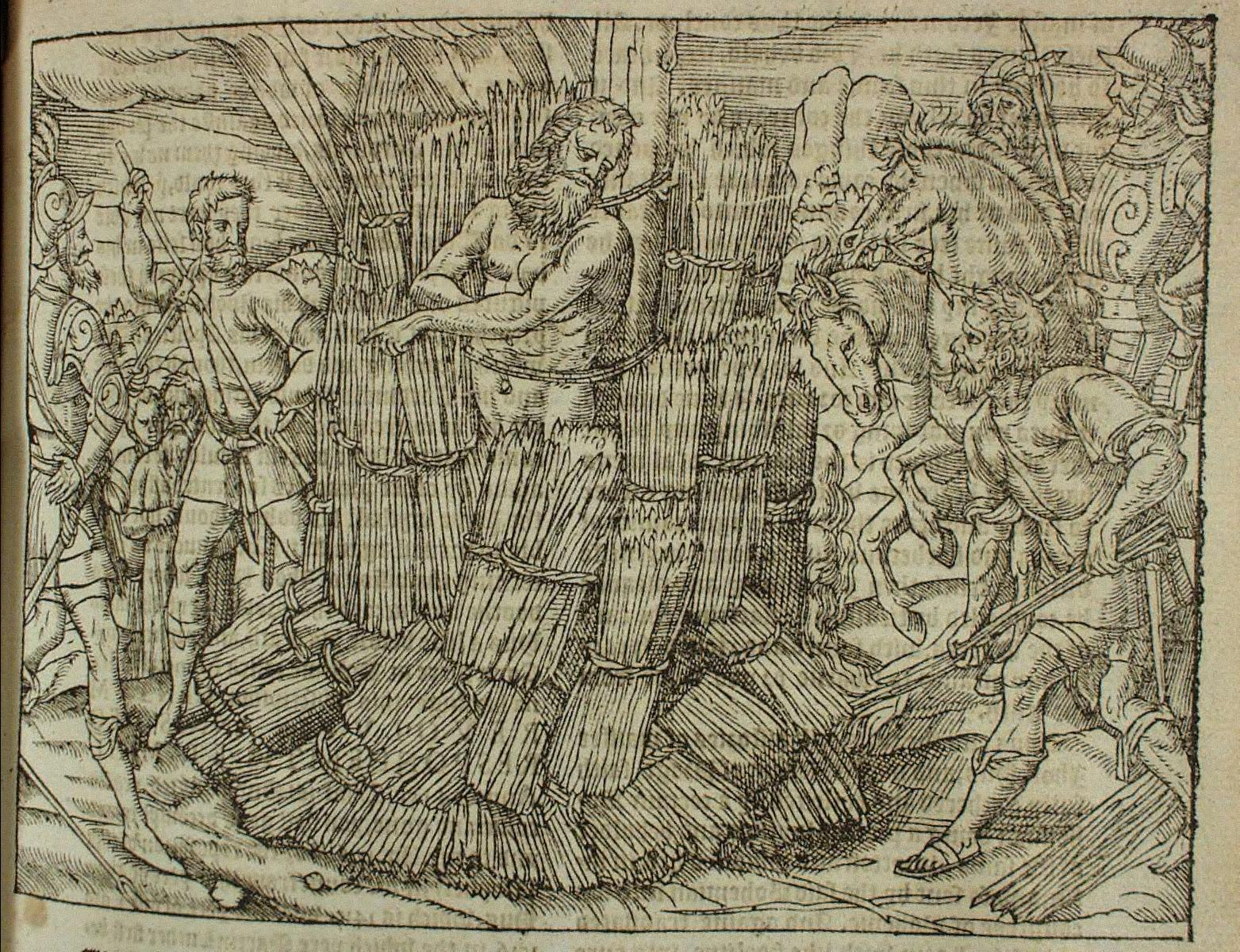
Spalenie na stosie Hieronima z Pragi

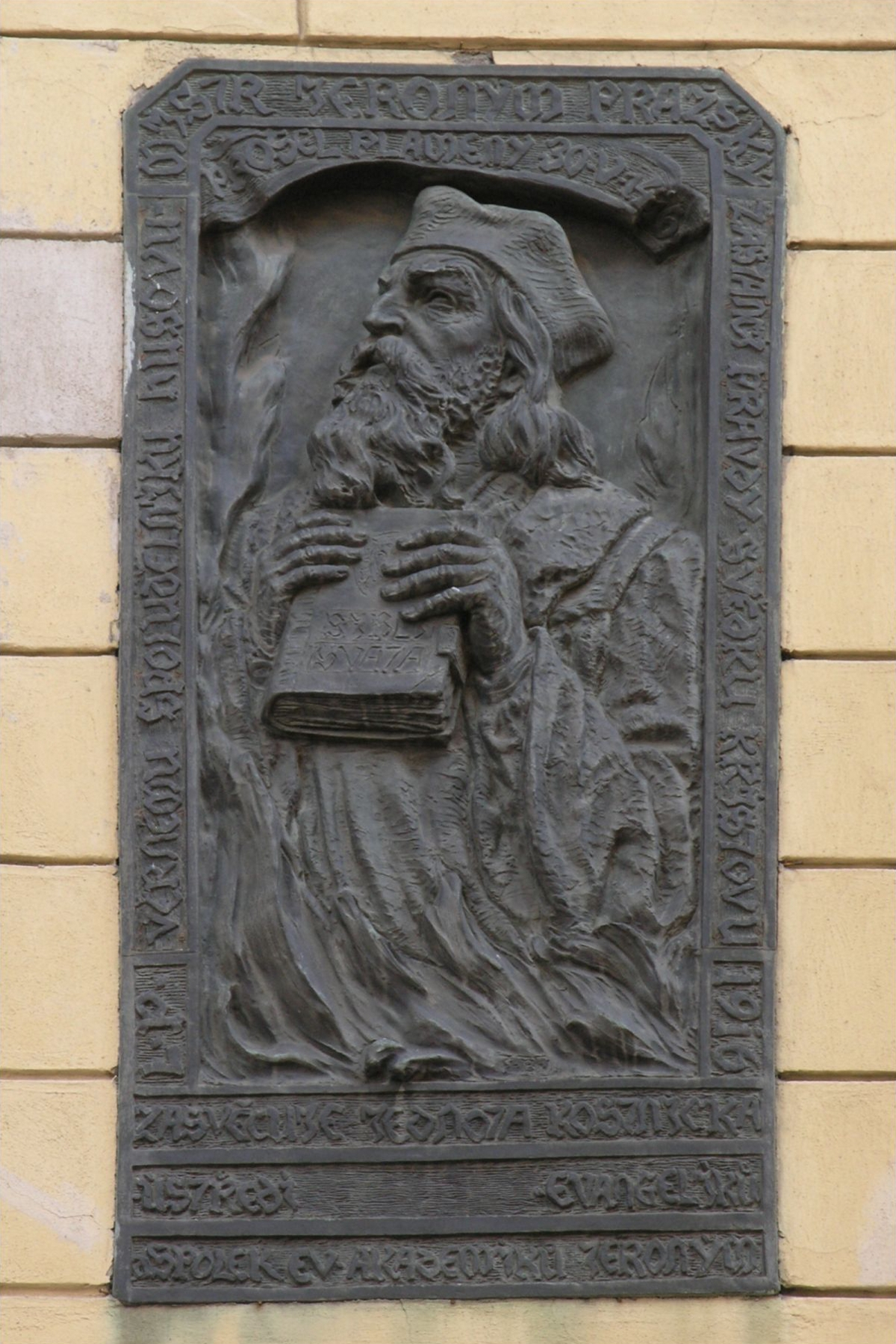
Tablica pamiątkowa w Pradze

Hieronim z Pragi (ur. ok. 1378 w Pradze, zm. 30 maja 1416 w Konstancji) – czeski teolog, zwolennik husytyzmu i wiklefizmu, bohater wiary Kościołów protestanckich.

## Biografia
Pochodził z rodziny szlacheckiej. Studiował w Heidelbergu, Kolonii, Paryżu i Oksfordzie. Odbył podróż do Ziemi Świętej, po powrocie został profesorem na praskim uniwersytecie.
Zaangażował się w rodzący się ruch narodowy dążący do ograniczenia wpływów obcokrajowców, zwłaszcza Niemców, w Pradze, a jednocześnie rozpoczął głoszenie nauki Johna Wiklefa, którego poznał w Oksfordzie w Anglii i przywiózł jego pisma do Czech. W wielu miastach europejskich wytaczano mu procesy o herezję.
W 1410 przebywał krótko w Polsce. Wykładał później w Peszcie i Wiedniu, gdzie miał opinię heretyka. Podczas kolejnego pobytu w Polsce dowiedział się o odbywającym się procesie Jana Husa w Konstancji, dokąd przybył w tajemnicy 4 kwietnia 1415. Próbował uzyskać gwarancję bezpieczeństwa od uczestników soboru, ale został ujęty i poddany przesłuchaniom i torturom. Po tym odwołał na piśmie głoszone poglądy niewystarczająco, zaś później w pełni, a przede wszystkim odżegnał się od wiklefizmu i husytyzmu, uznając za jedynie prawdziwą naukę katolicyzm. We wznowionym procesie 27 kwietnia 1416 wycofał jednak pismo odwołujące błędy, za co został uznany za heretyka i skazany na śmierć przez spalenie na stosie, co też wykonano.